# Numero di Abbe

Un diagramma di Abbe riporta l'indice di rifrazione in funzione del numero di Abbe per differenti tipi di vetro. I vetri sono così catalogati in base alla loro posizione sul diagramma.

Il numero di Abbe è numero adimensionale che corrisponde al rapporto tra la capacità di rifrazione ottica e la dispersione cromatica di un materiale trasparente alle lunghezze d'onda del visibile. Si trova anche indicato come V-numero.
Prende il nome dallo scienziato tedesco Ernst Abbe (1840–1905).

## Definizione matematica
Il numero di Abbe V di un materiale è definito come:
{\displaystyle V={\frac {n_{D}-1}{n_{F}-n_{C}}}}
dove nD, nF e nC sono gli indici di rifrazione del materiale alle lunghezze d'onda delle linee spettrali di Fraunhofer D (589,2 nm), F (486,1 nm) e C (656,3 nm) rispettivamente.
Definizioni alternative possono essere date usando gli indici di rifrazione a lunghezze d'onda leggermente diverse; ciò viene indicato con un pedice corrispondente alla riga utilizzata. Ad esempio:
{\displaystyle V_{d}={\frac {n_{d}-1}{n_{F}-n_{C}}}}
definisce il numero di Abbe rispetto alla linea d di Fraunhofer (linea D3 dell'elio) a 587.6 nm.

## Applicazioni
I numeri di Abbe sono utilizzati per classificare i vari tipi di vetri e altri materiali trasparenti in funzione della loro capacità di disperdere la luce visibile, di separare cioè spazialmente i diversi colori di un raggio di luce non monocromatico. Valori tipici possono essere da circa 20 per vetri flint molto densi fino a più di 85 per vetri crown particolarmente leggeri. Data la definizione come rapporto di differenze di indici di rifrazione nel visibile, le proprietà di dispersione quantificate dal numero di Abbe sono utili per classificare i materiali solo in questo intervallo spettrale.
Molto utile può essere costruire un diagramma di Abbe, in cui si riporta l'indice di rifrazione nd in funzione del numero di Abbe Vd, in modo da catalogare i vetri in base alla loro posizione nel diagramma.
Il numero di Abbe viene usato per calcolare i raggi di curvatura e le lunghezze focali delle singole lenti nei doppietti acromatici per minimizzare l'aberrazione cromatica.

## Interpretazione fisica
Per come è definito, in particolare a causa del fatto che è a denominatore la differenza di indici di rifrazione a lunghezze d'onda diverse, un numero di Abbe inferiore indica un materiale più dispersivo.